# Benkő László (református lelkész)
Kisbaczoni Benkő László (? – 1843 előtt) református lelkész, egyházmegyei jegyző.

## Élete
Mint nagyenyedi alumnus 1763-ban a leideni egyetemen tanult. 1805-ben Torockószentgyörgyön, 1814–1837 között Borosbenedeken szolgált református lelkészként. 

## Művei
- Virtusok systemás rendel rakott tárháza. Mellynek fundamentoma a morál matériája annak erköltsi szabásai, fel-építője. Kolozsvár, 1805. (Négy kötetre tervezett munkáinak 1. kötete.)
- Megújított egyházi törvénykeztető könyv. Bod Péter nyomán ford. és bőv. Kolozsvár. 1836.